# Kearny Mesa (San Diego)
Kearny Mesa es una comunidad en el oriente de San Diego, California. Está localizada en el área de la ciudad que limita al norte con la Ruta Estatal 52, al oeste con la Interestatal 805, Aero Drive al sur, y la Interestatal 15 al este. Algunas veces los sandieguinos la confunden con las comunidades de Serra Mesa, Clairemont o Tierra Santa. En Kearny Mesa se halla el San Diego Mesa College.

## Historia
La urbanización de Kearny Mesa comenzó en 1937 con el Aeródromo Gibbs, actualmente el pequeño aeródromo Montgomery Field, así bautizado en honor al piloto pionero de planeadores John J. Montgomery.[5] En 1948, la ciudad de San Diego adquirió el aeródromo y las propiedades circundantes (en total, (6 km²) como posible ubicación para el Aeropuerto Internacional de San Diego. Sin embargo, los conflictos de espacio aéreo con el MCAS Miramar (en aquel entonces NAS Miramar) hicieron inviable el aeropuerto propuesto. Montgomery Field se limitó a aeronaves pequeñas[6] y la superficie excedente al norte y el noreste del aeropuerto se convirtieron en un parque industrial. A partir de 1955, junto con General Dynamics, varias empresas aeroespaciales y electrónicas se ubicaron en el parque industrial.[7] Numerosos terrenos de Kearny Mesa, en su mayoría al oeste de la Ruta Estatal 163, también han visto un desarrollo comercial importante. Por el contrario, el desarrollo residencial ha sido limitado, pero se ha incrementado en los últimos años, especialmente con la urbanización de Stonecrest, en la esquina sureste de la comunidad, y con la remodelación del solar de la General Dynamics, que ahora se conoce como Spectrum. El plan original de la comunidad Serra Mesa de 1977 abarcó Kearny Mesa. El plan de la comunidad de Kearny Mesa de 1992 ahora también se aplica a Kearny Mesa. El plan maestro del campo de Montgomery contiene las políticas de uso de la tierra para el aeropuerto.

## Toponimia
El Ejército de los EE. UU. abrió el campamento de Kearny el 18 de enero de 1917, en plena Primera Guerra Mundial. Fue nombrado así por Stephen W. Kearny, quien fuera comandante del Ejército de Occidente durante la Intervención estadounidense en México. El nombre perduró por mucho tiempo en a la zona, incluso después de que los militares dejaran de utilizar el nombre de la base durante la Segunda Guerra Mundial.